# Rasinja (Šomođska županija, Mađarska)
Rasinja (mađ. Heresznye) je pogranično selo u južnoj Mađarskoj.
Zauzima površinu od 9,90 km četvornih.

## Zemljopisni položaj
Nalazi se na 46° 3' sjeverne zemljopisne širine i 17° 17' istočne zemljopisne dužine, uz granicu s Republikom Hrvatskom na mjestu gdje teritorij RH u Podravini prelazi na lijevu stranu Drave. Drava je 1 km zapadno, a najbliža naselja su Brodić, 2,5 km južno-jugozapadno i Ferdinandovac 5 km zapadno.
Izvar je 3,5 km sjeverozapadno, Aromec je 5,5 km sjeveroistočno, Vunep je 6 km istočno-sjeveroistočno, Bojevo je 1 km, a Bobovec je 3,5 km jugoistočno.

## Upravna organizacija
Upravno pripada Barčanskoj mikroregiji u Šomođskoj županiji. Poštanski broj je 7587.
U selu djeluje jedinica romske manjinske samouprave.

## Promet
1 km sjeverozapadno od Rasinje prolazi željeznička prometnica Velika Kaniža-Pečuh.

## Stanovništvo
Rasinja ima 304 stanovnika (2001.). Mađari su većina. Romi čine 22%. Rimokatolika je 94,1% te ostalih. 

## Vanjske poveznice
- Rasinja na fallingrain.com